# (100924) Luctuymans
(100924) Luctuymans es un asteroide perteneciente al cinturón de asteroides, región del sistema solar que se encuentra entre las órbitas de Marte y Júpiter, más concretamente a la familia de Herta descubierto el 1 de junio de 1998 por Eric Walter Elst desde el Observatorio de La Silla, Chile.

## Designación y nombre
Designado provisionalmente como 1998 LT3. Fue nombrado Luctuymans en homenaje al pintor belga Luc Tuymans, considerado uno de los artistas más influyentes que trabajan en la actualidad. Sus pinturas figurativas en su mayoría monocromáticas transforman fotografías, como su análisis de Dachau en la Cámara de Gas (1986) e imágenes de cine y televisión, en exámenes de historia y memoria.

## Características orbitales
Luctuymans está situado a una distancia media del Sol de 2,348 ua, pudiendo alejarse hasta 2,819 ua y acercarse hasta 1,877 ua. Su excentricidad es 0,200 y la inclinación orbital 1,723 grados. Emplea 1314,72 días en completar una órbita alrededor del Sol.

## Características físicas
La magnitud absoluta de Luctuymans es 16,6. 